# Leopold-Forstner-Geburtshaus

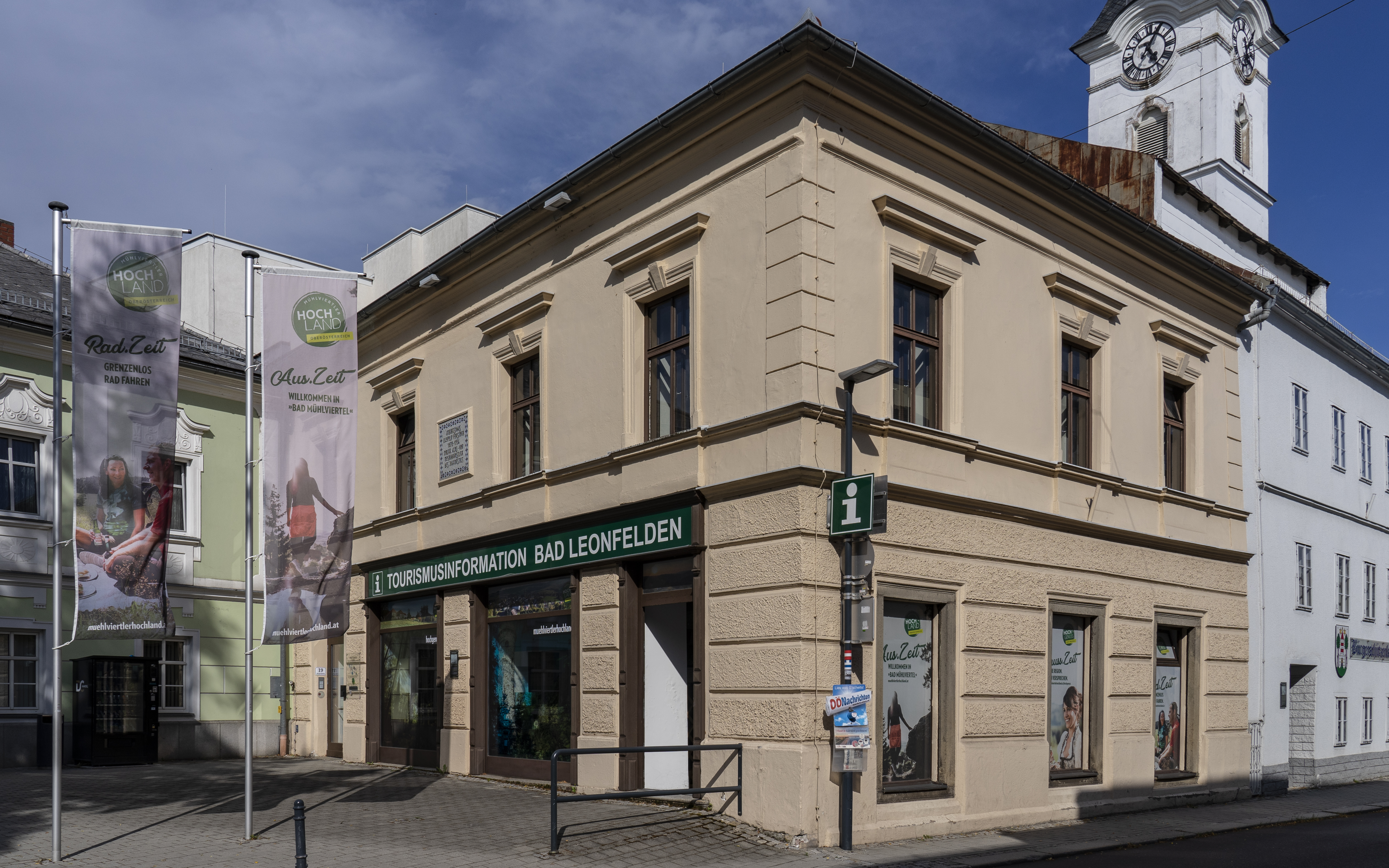
Forstnerhaus, rechts davon das Ledererhäusl, im Hintergrund die Bürgerspitalkirche

Das Leopold-Forstner-Geburtshaus befindet sich am Stadtplatz von Bad Leonfelden in Oberösterreich. Das Gebäude, in dem Leopold Forstner, ein Maler und Mosaikkünstler des Wiener Jugendstils, geboren wurde, steht unter Denkmalschutz (Listeneintrag).

## Geschichte
Laut dem Grundbuch von 1794 wohnten Hafner im Haus mit der alten Nummer Leonfelden Nr. 53, zu dem ein Brennofen außerhalb der Marktmauern und die Schankgerechtigkeit gehörte. Im Jahr 1838 erwarb der Seifensieder Anton Herusch das Haus. Die Witwe Theresia Herusch verkaufte die Immobilie 1877 an das Tischler-Ehepaar Franz und Anna Forstner, die darin ein Gasthaus einrichteten. Ein Jahr später wurde deren einziger Sohn Leopold Forstner geboren. Ab 1882 folgte ein mehrfacher Besitzerwechsel.
Beim großen Marktbrand am 10. April 1892 wurde Forstners Geburtshaus ebenso wie fast alle Markthäuser ein Raub der Flammen. Der Kaufmann Ludwig Eybl übernahm das Haus im Jahr 1901. Er und sein gleichnamiger Sohn betrieben darin 54 Jahre lang einen „Gemischtwarenhandel und Spielkartenverschleiß“ und zusätzlich einen „Handel mit Gold- und Silberwaren“. Von 1951 bis 1973 wurde vor dem Haus eine Tankstelle betrieben. 1966 verlegte der neue Betreiber Fritz Dorfwirth den Handelsbetrieb in das Haus Hauptplatz Nr. 31. Der Gemeindearzt Dr. Wolfgang Traxlmayer bezog seine Wohnung und seine Ordination im ersten Stock, im Erdgeschoß befand sich von 1969 bis 1979 die Sternstein-Apotheke. Ab 1997 war ein Schuhhandel untergebracht.
Im Jahr 2007 erwarb die Stadtgemeinde das Gebäude gemeinsam mit dem benachbarten Ledererhäusl. Nach einer Innen- und Außenrenovierung war das Gebäude im Jahr 2013 ein Standort der Oberösterreichischen Landesausstellung, die unter dem Motto „Alte Spuren – Neue Wege“ in Bad Leonfelden, Český Krumlov (Krumau), Freistadt und Vyšší Brod (Hohenfurth) veranstaltet wurde.

## Beschreibung

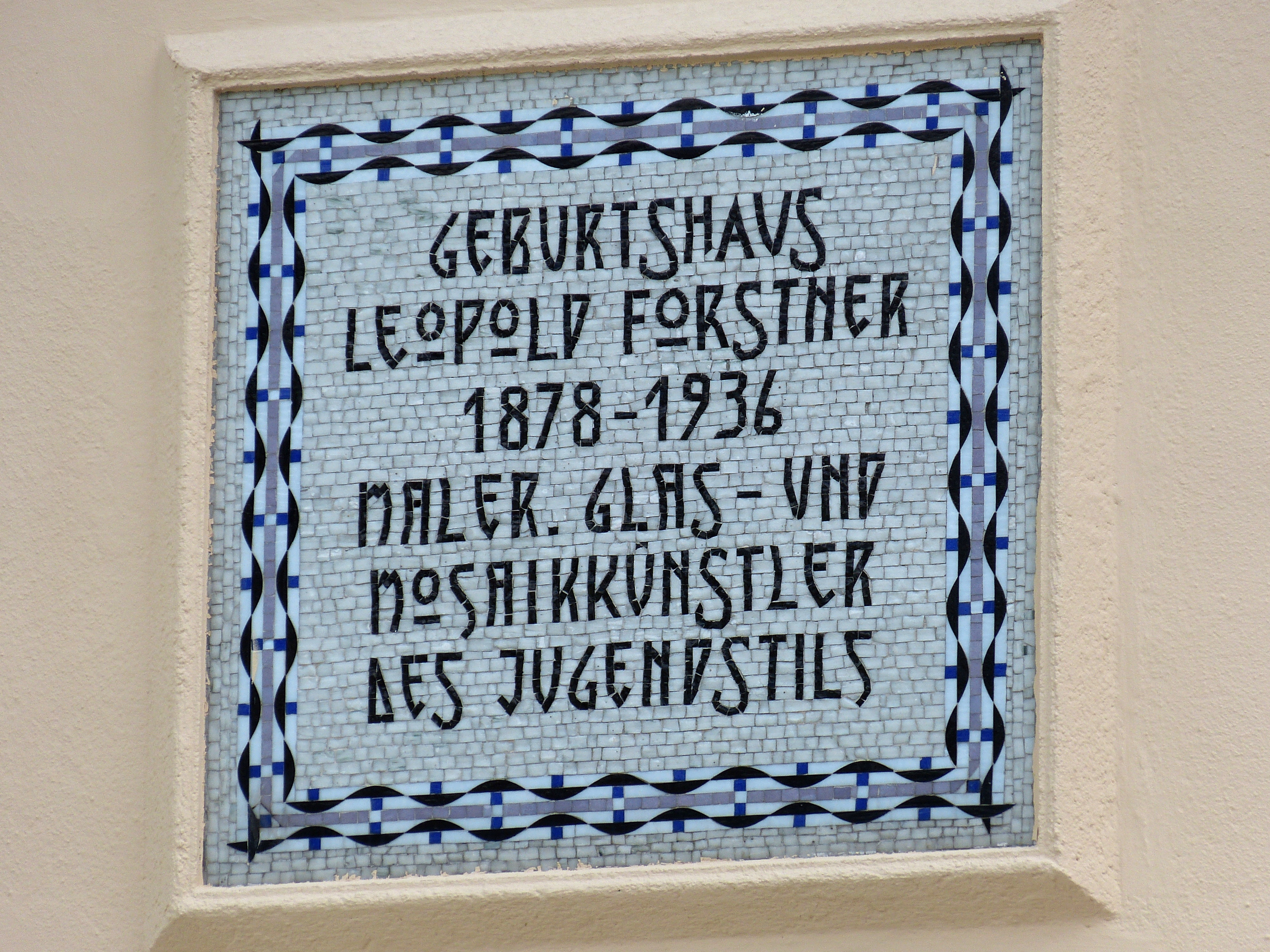
Mosaik an der Hausfassade

Das Leopold-Forstner-Geburtshaus befindet sich am südöstlichen Abschluss des Leonfeldner Stadtplatzes am Beginn der Linzer Straße. Das zweigeschoßige Gebäude hat eine reduzierte historisierte Fassade.

Im ersten, dem Stadtplatz zugewandten Geschoß ist ein Mosaik zu Ehren von Leopold Forstner, das im Jahr 1978 mit folgender Inschrift angebracht wurde: 

„Geburtshaus Leopold Forstner 1878–1936 Maler, Glas- und Mosaikkünstler des Jugendstils“

## Nutzung
Im Gebäude sind die Tourismusinformation und das Leopold-Forstner-Museum untergebracht.
Der Gebäudekomplex, der das Forstnerhaus, das ebenfalls denkmalgeschützte Ledererhäusl und die ehemalige Spitalkirche umfasst, wird als Informations- und Veranstaltungszentrum genutzt.